# 朝鲜签证政策

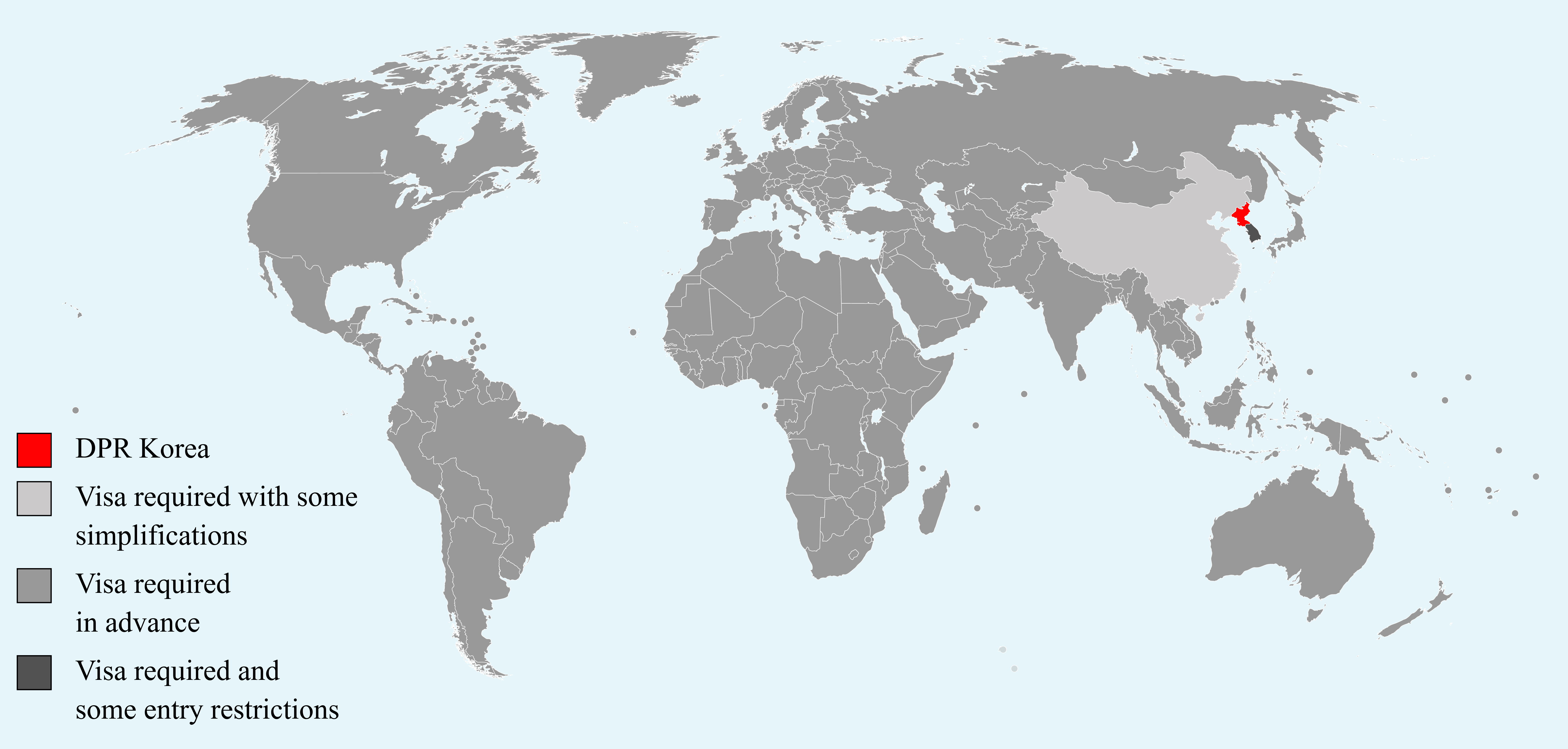
朝鲜签证政策图示
北韓
需要簽證及簡化程序
需要簽證
需要簽證以及有部分入境限制

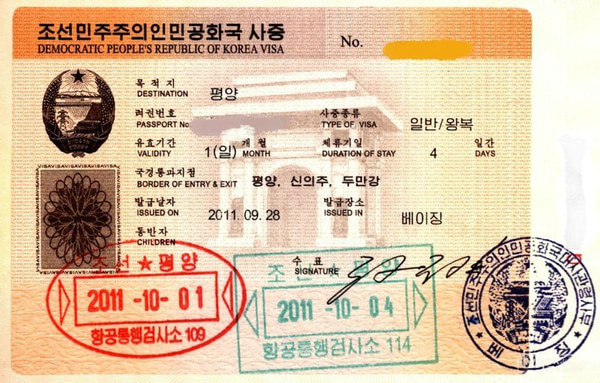
朝鲜签证

在大部分情况下，外国游客访问朝鲜民主主义人民共和国（簡稱朝鲜）前，必须到朝鲜各地领事馆办理并出示朝鲜签证才能入境，除非该国已经与朝鲜签订了免签协议。

## 签证情况
持下列国家外交护照者前往朝鲜可无需办理签证：
| - 阿尔巴尼亚 - 白俄羅斯 - 保加利亚 - 中华人民共和国 - 古巴 - 印度尼西亞 - 伊朗 - 拉脫維亞 - 蒙古国 | - 蒙特內哥羅 - 緬甸 - 俄羅斯 - 塞爾維亞 - 瑞士 - 叙利亚 - 乌克兰 - 越南 - 辛巴威 |  |

## 其他情况
- 自2016年起，中華人民共和國公民持普通護照跟旅行團前往東林郡可享有最多兩天的免簽證，亦可以免簽前往新義州。[3]
- 部份沒有與朝鮮建交國家之國民，或從中國以團體名義出發進入朝鮮的外國遊客，申請簽證成功後會得到由朝鮮使館發出的「觀光證」（韓語：관광증）並需一併攜同護照入境。朝鮮當局會在觀光證上蓋印，離境時收回。
- 韩国（南韓、大韓民國）居民視為特例，若要前往朝鲜，需要在出入境检查站向出入境管理公务员提交《朝鲜访问证明书》（由韩国统一部签发）和出入境申报书接受出入境审查，而不是使用護照，因为朝鲜不承认韩国主权及其所签发的护照。[4]
- 马来西亚和朝鲜在2000年4月开始给予对方公民免签证入境的特别待遇，马来西亚也一度是全球唯一可持普通護照免签证入境朝鲜的国家。后因金正男遇刺事件造成的外交关系恶化而导致朝鲜公民需签证入境马来西亚。[5]